# Dây móc mèo
Dây móc mèo hay còn gọi là cây móc mèo, gai tàu, vang Nha Trang (Caesalpinia nhatrangense) là một loài dây leo gỗ nhỏ thuộc họ Đậu. Loài này mới chỉ được phát hiện tại tỉnh Khánh Hòa, Việt Nam.
Dây móc mèo là một loài cây chịu được hạn, mọc rải rác trong các rừng thứ sinh hay ở ven rừng, ven suối hoặc trong những bờ bụi, dọc ven bờ biển.